# Доро Пеш
Доро (на немски: Doro), родена като Дороти Пеш (на немски: Dorothee Pesch, родена на 3 юни 1964 г., Дюселдорф, Германия) е немска певица, бивша вокалистка на хевиметъл групата Варлок, в момента ангажирана със солова кариера. Доро започва кариерата си през 80-те години на XX век и става една от първите жени, станали известни в тежката музика, което ѝ спечелва прозвището „Кралицата на метъла“ от нейните фенове. Кариерата си продължава и с групата носеща нейното име – Доро.

## Биография
Пеш е родена на 3 юни 1964 г. в Дюселдорф, Западна Германия. Тя започва музикалната си кариера на шестнадесет години в малко известната рок група Снакебайт, по-късно в групата Атак. През 1982 г., заедно с няколко членове на Атак, тя се разделя и създава групата Варлок.
Варлок се превърна в един от най-успешните хевиметъл проекти в Германия от средата на 80-те години. Четирите албума, издадени от групата с вокалите на Доро, са продадени в големи тиражи. Въпреки това групата всъщност просъществува само шест години и през 1988 г. се разпада поради конфликти с ръководството и звукозаписната компания. Доро Пеш е единственият член в собствената си група. Липсвайки права за заглавие, тя продължава да изпълнява под собственото си име, със стар материал и стил, набирайки нов състав. Той включва: Джон Левин (китара), Томи Хенриксен (бас китара), Боби Рондинели (барабани, бивш Рейнбоу). В тази композиция групата, вече под името Доро, записва албума „Force Majeure“, песните от който са написани за Варлок.
Като солов изпълнител Доро има издадени над дузина албума. Правата върху всички песни на Варлок принадлежат на нея и все още се изпълняват. Съставът на останалите музиканти е нестабилен и се променя няколко пъти в продължение на петнадесет години.
През юни 2010 г. Nuclear Blast обявиха подписването на Доро Пеш. Първото ѝ издание за лейбъла ще бъде 2DVD/CD комплектът „25 Years In Rock“, който ще включва пълния запис на 25-годишния концерт на Doro в Дюселдорф, както и специален репортаж от Китай. Пускането е насрочено за ноември.
На 13 март 2010 г. Doro отпразнува своето 2500-но изпълнение на живо със специален концерт в Дюселдорф с гости, включително Криптерия, Люк Гасер, Марк Сторас, Марсел Ширмър (от Дистръкшън), Сабина и Анди Класен.
През 2010 г. Доро, Марсел Шимер, Миле Петроза (от групата Криейтър) и Алф Атър (от групата Кноукейтър) озвучааватнемската версия на Metalocalypse, американско анимационно шоу за Детклък, най-популярната дет метъл група в света.
През 2011 г. Доро отново тръгва на турне и участва в Metal Female Voices Fest 9. Тя също обикаля Испания и Италия като гост-вокалист на трибют (кавър) групата Дио Дайсиплейс, създадена от музикантите на групата Дио и изпълняваща песни от репертоара на покойния Рони Джеймс Дио. През 2010 г. тя вече участва в Германия в благотворителен концерт на Stand Up and Shout Cancer Foundation, посветен на изследването на рака, който е посветен на живота и работата на Дио.
През 2012 г. тя записва песни в САЩ, Германия и Скандинавия за нов албум, наречен Raise Your Fist, който е издаден през октомври, Първият сингъл Raise Your Fist in the Air е издаден през август 2012 г.
През юни 2013 г. музикалното списание Metal Hammer награждава Доро с наградата Golden God Legend.
За да отпразнува своята 30-годишнина на сцената, Доро провежда двудневен концерт в CCD Stadthalle в родния си град Дюселдорф на 2 и 3 май 2014 г. На първото представление тя е придружена от Classic Night Orchestra. Сред гост-изпълнителите бяха Биф Байфорд, Крис Кафери, Удо Диркшнайдер, Блейз Бейли, Марк Сторас, Томас Суч, Томи Путаансуу и Ханси Кюрш. Също на 2 май китаристът на Лорди Юси Сидиама взима участие в шоуто.
Доро продължава да прави турнета и да прави повече празнични представления през следващите години, макар и с по-малко натоварен график от миналото. На 17 август 2018 г. тя издава първия си албум от шест години Forever Warriors – Forever United, който влеиза в много класации по света.
До ноември 2019 г. Доро започва да пише нов материал за своя четиринадесети албум. Новият ѝ сингъл Brickwall е пуснат цифрово на 26 юни 2020 г., а сингълът е издаден на винил на 31 юли. Очаква се сингълът да бъде включен в новия ѝ албум, който трябва да излезе през 2021 г., но по-късно беше отложен за 2022 г.
На 13 юни 2020 г. Доро свири в CARantena-Arena във Вормс, Германия, като стана първият хевиметъл певец, изнесъл концерт по време на пандемията от COVID-19. Тя отбелязва: „През последните няколко седмици феновете ми много ми липсваха, както и групата ми. Шоуто беше уникално преживяване за мен и връхна точка в кариерата ми. Много се радвам, че отново ще се разтърсим заедно. Надявам се скоро отново да можем да се насладим на редовни концерти."

## Дискография
| Mausoleum           | Demo, 1983 |
| Burning the Witches | 1984       |
| Hellbound           | 1985       |
| You Hurt My Soul    | EP, 1985   |
| True as Steel       | 1986       |
| Triumph and Agony   | 1987       |

| Force Majeure                       | 1989 |
| Doro                                | 1990 |
| True at Heart                       | 1991 |
| Angels Never Die                    | 1993 |
| Machine II Machine                  | 1995 |
| Love Me in Black                    | 1998 |
| Calling the Wild                    | 2000 |
| Fight                               | 2002 |
| Classic Diamonds                    | 2004 |
| Warrior Soul                        | 2006 |
| Fear No Evil                        | 2009 |
| Raise Your Fist                     | 2012 |
| Forever Warriors/Forever United     | 2018 |
| Conqueress Forever Strong And Proud | 2023 |

| Rare Diamonds                 | 1991 |
| Live                          | 1993 |
| Machine II Machine            | 1995 |
| The Ballads                   | 1998 |
| Earth Shaker Rock             | 1998 |
| Live in Ulm                   | 2001 |
| Classic Diamonds              | 2004 |
| In Liebe und Freundschaft     | 2005 |
| All We Are – The Fight        | 2007 |
| B-Sides & Rarities            | 2007 |
| Powerful Passionate Favorites | 2014 |
| Strong and Proud              | 2016 |

## Състав на групаDoro

### Настоящи участници
- Доро Пеш – вокал
- Ник Дъглас – бас-китара
- Бас Маас – бивш Афтър Форевър, китара
- Джони Ди – ударни
- Лука Принчота – китара, клавир

### Бивши участници
- Джо Тейлър – китара
- Оливър Палотай – клавир, китара
- Боби Рондинели – бивш Рейнбоу, ударни
- Харисън Янг – клавир